# The Tangle (film 1914 Lambart)
The Tangle è un film muto del 1914 diretto da Harry Lambart.

## Produzione
Il film, girato nel Texas, fu prodotto dalla Vitagraph Company of America (come Broadway Star) con la partecipazione di truppe dell'esercito degli Stati Uniti.

## Distribuzione
Il copyright del film, richiesto dalla Vitagraph Co. of America, fu registrato il 12 novembre 1914 con il numero LP3746.
Distribuito dalla General Film Company, il film uscì nelle sale cinematografiche statunitensi nel novembre 1914 dopo una prima al Vitagraph Theatre di New York il 12 ottobre 1914.